# Tegecoelotes mizuyamae
Tegecoelotes mizuyamae là một loài nhện trong họ Amaurobiidae.
Loài này thuộc chi Tegecoelotes. Tegecoelotes mizuyamae được Hirotsugu Ono miêu tả năm 2008.